# Ligdia
Ligdia is een geslacht van vlinders van de familie spanners (Geometridae), uit de onderfamilie Ennominae.

## Soorten
- L. adustata

Aangebrande spanner (Denis & Schiffermüller, 1775)
- L. batesii Wallengren, 1875
- L. ciliaria Leech, 1897
- L. coctata Guenée, 1858
- L. extratenebrosa Wehrli, 1936
- L. interrupta Warren, 1897
- L. japonaria Leech, 1897
- L. lassulata Rogenhofer, 1873
- L. pectinicornis Prout, 1913
- L. sinica Yang, 1978